# Dentatisyllis morrocoyensis
Dentatisyllis morrocoyensis är en ringmaskart som beskrevs av San Martin och Bone 1999. Dentatisyllis morrocoyensis ingår i släktet Dentatisyllis och familjen Syllidae. Inga underarter finns listade i Catalogue of Life.